# Beijing Capital International Airport
Beijing Capital International Airport Code (IATA: PEK, ICAO: ZBAA)
Er en af Kinas største lufthavne der ligger 20 km nord for Beijing. 
Lufthavnen betjener ca. 48.501.102 passagerer, og i 2008 hvor der er OL i Beijing regner man med, at der kommer flere. 
Man i gang med at udbygge lufthavnen, så den kan klare den øgede passagermængde.